# Rupornis magnirostris
Rupornis magnirostris sau șoimul cu cioc gros este o pasăre de pradă relativ mică întâlnită în America. Această specie vocală este adesea cel mai comun răpitor din arealul său. Are mai multe subspecii și în prezent este plasată în genul monotipic Rupornis în loc de Buteo.

## Taxonomie
Șoimul cu cioc gros a fost descris oficial în 1788 de naturalistul german Johann Friedrich Gmelin în ediția revizuită și extinsă a Systema Naturae a lui Carl Linnaeus. El l-a plasat alături de vulturii, șoimii și rudele din genul Falco și a inventat numele binomial Falco magnirostris. Gmelin și-a bazat descrierea pe "Épervier à gros bec de Cayenne" care fusese descris și ilustrat în 1770 de polimatul francez Contele de Buffon în volumul său Histoire Naturelle des Oiseaux. În prezent este singura specie plasată în genul Rupornis, care a fost introdus în 1844 de naturalistul german Johann Jakob Kaup. Denumirea genului combină greaca veche rhupos care înseamnă „murdărie” cu ornis care înseamnă „pasăre”. Epitetul specific magnirostris combină latinescul magnus care înseamnă „mare” cu -rostris care înseamnă „cu cioc”.
Sunt recunoscute douăsprezece subspecii. Distribuția lor este următoarea:
- Rupornis magnirostris griseocauda (Ridgway, 1874) – Mexic
- Rupornis magnirostris conspectus (Peters, 1913) – sud-estul Mexicului (Peninsula Tabasco și Yucatán) și nordul Belize
- Rupornis magnirostris gracilis Ridgway, 1885 – Guanaja și Roatán, în largul Hondurasului
- Rupornis magnirostris sinushonduri (Bond, 1936) – Guanaja și Roatán, în largul Hondurasului
- Rupornis magnirostris petulans (van Rossem, 1935) – sud-vestul Costa Rica și versantul Pacific din vestul Panama până la râul Tuira și insulele adiacente
- Rupornis magnirostris alius (Peters & Griscom, 1929 – San José și San Miguel, în Insulele Perlelor (Golful Panama)
- Rupornis magnirostris magnirostris (Gmelin, 1788) – Columbia la sud de vestul Ecuadorului, la est de Venezuela și Guianas și la sud de Brazilia amazoniană (râul Madeira la est de coasta Atlanticului)
- Rupornis magnirostris occiduus (Bangs, 1911) – estul Peru, vestul Braziliei (la sud de Amazon, la vest de râul Madeira) și nordul Boliviei
- Rupornis magnirostris saturatus (P.L. Sclater & Salvin, 1876) – Bolivia, prin Paraguay și sud-vestul Braziliei (sud-vestul Mato Grosso) până în vestul Argentinei (la sud de La Rioja)
- Rupornis magnirostris nattereri (P.L. Sclater & Salvin, 1869) – nord-estul Braziliei, la sud de Bahia
- Rupornis magnirostris magniplumis (Bertoni, 1901) – sudul Braziliei, nordul Argentinei (Misiones) și Paraguayul adiacent
- Rupornis magnirostris pucherani (Verreaux & Verreaux, 1855) – Uruguay și nord-estul Argentinei (la sud de provincia Buenos Aires)

## Galerie

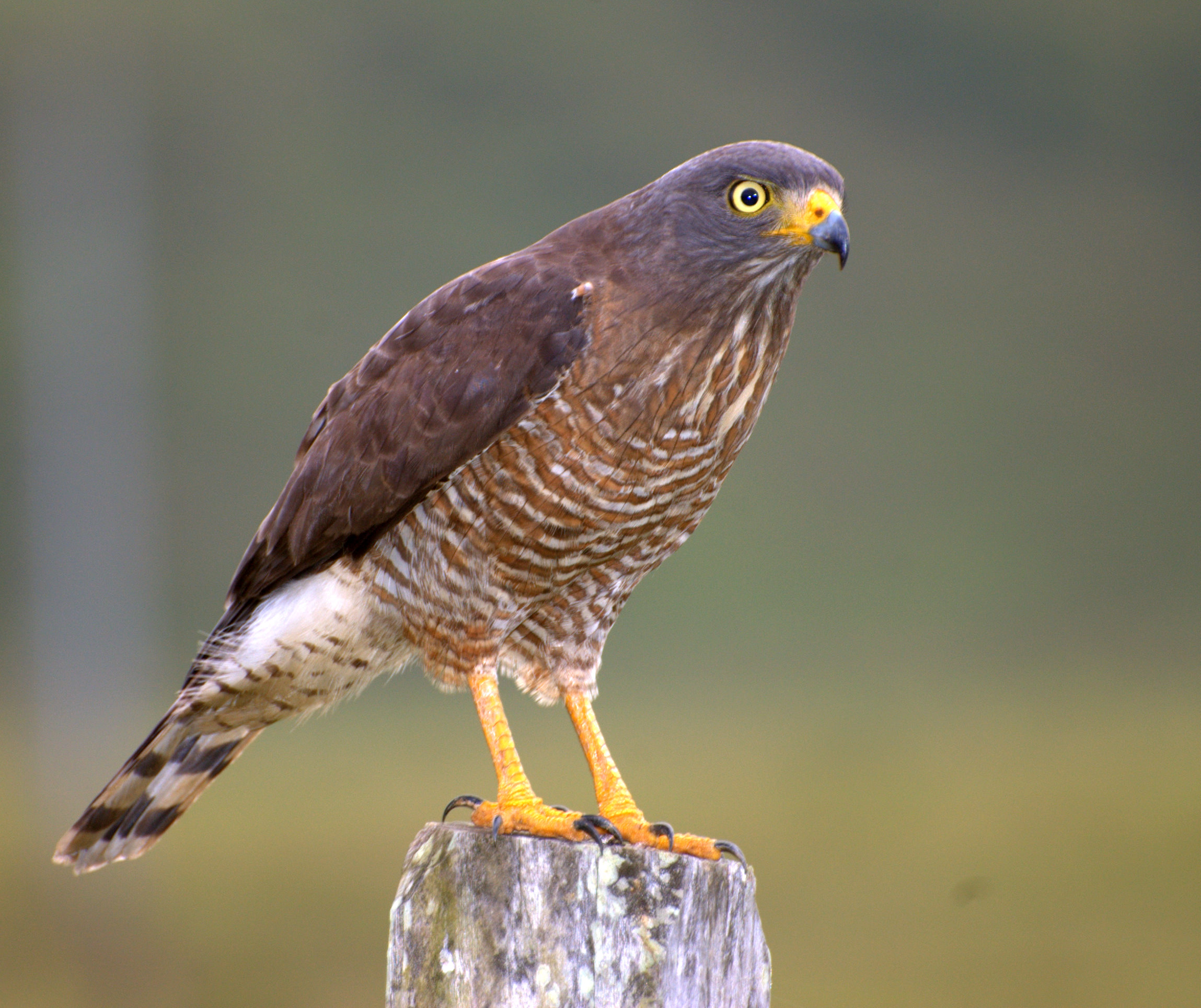
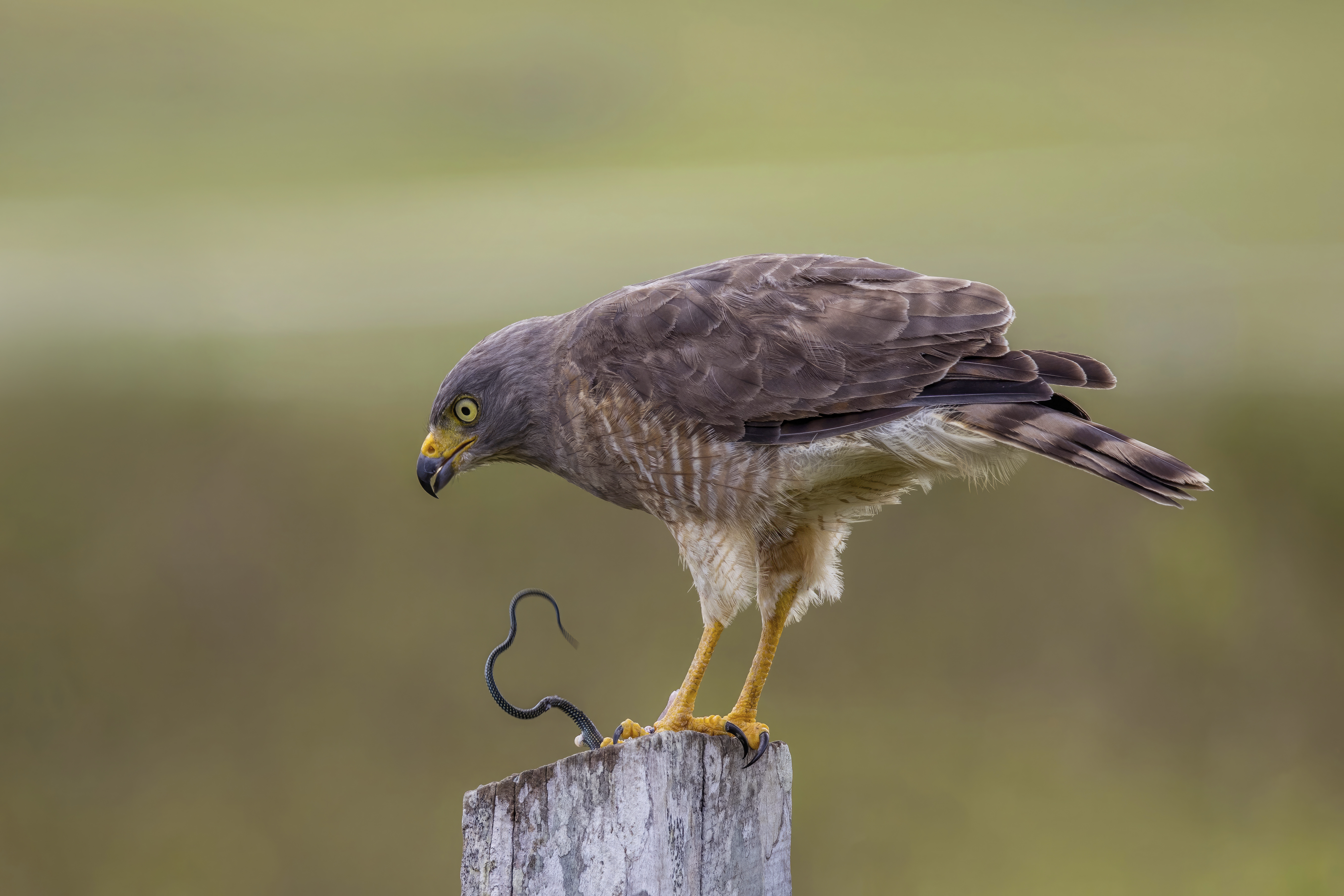
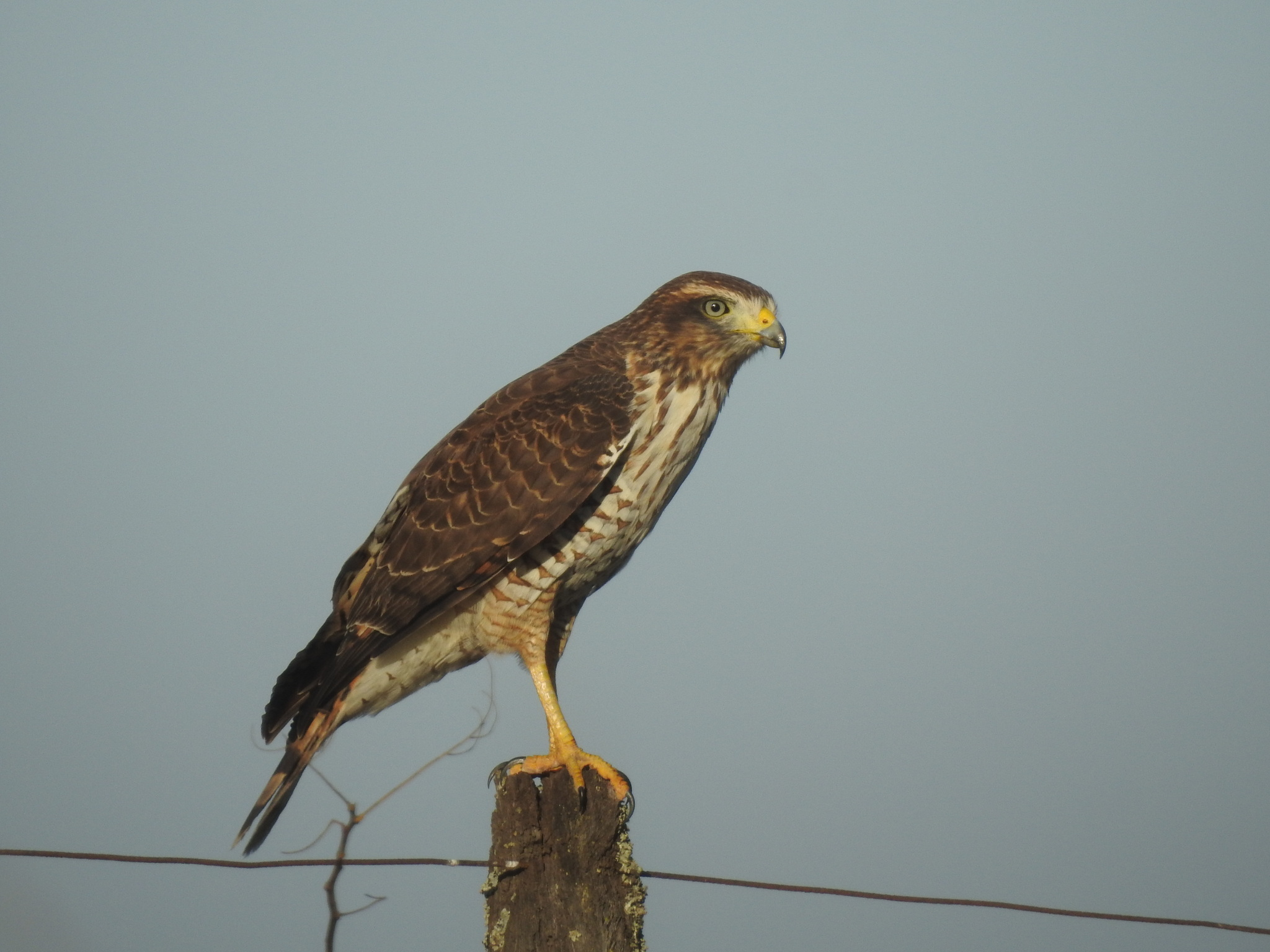
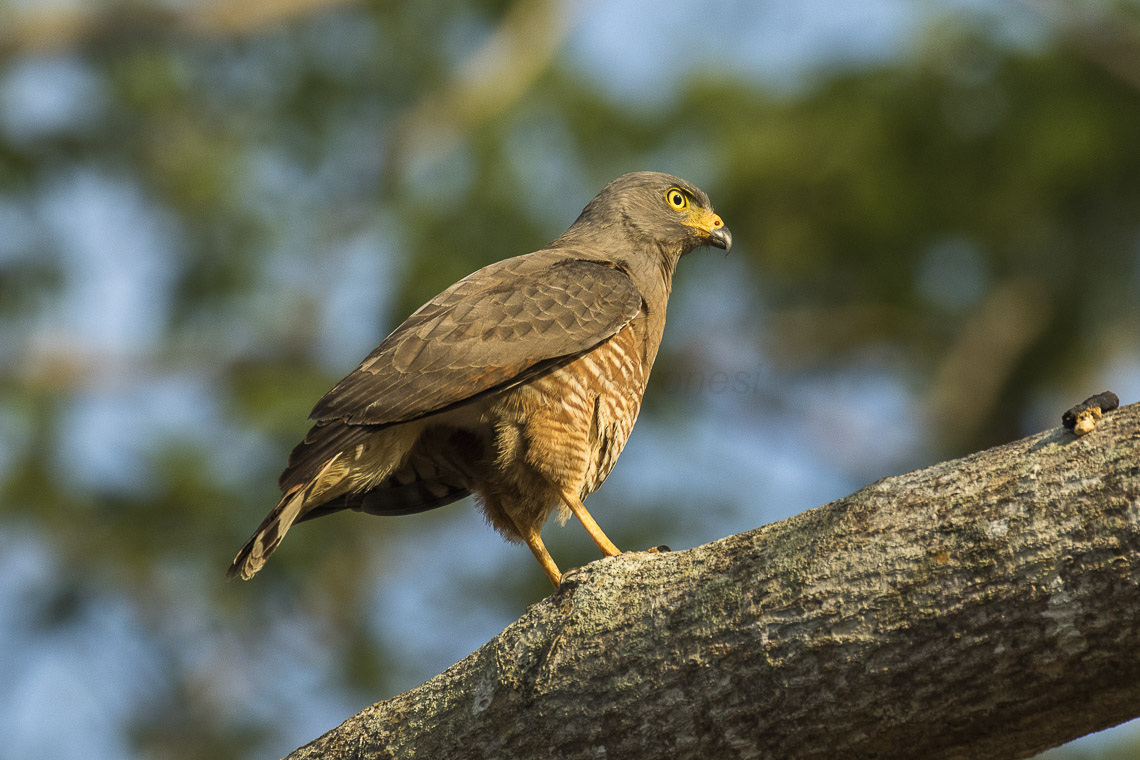